# Comostolopsis glos
Comostolopsis glos är en fjärilsart som beskrevs av Fletcher 1978. Comostolopsis glos ingår i släktet Comostolopsis och familjen mätare. Inga underarter finns listade i Catalogue of Life.